# Ehrhardsmühle (Weismain)
Die Ehrhardsmühle (auch Erhardsmühle) war eine Getreide- und Schneidmühle im Kleinziegenfelder Tal. Sie befand sich am Erhardsmühlbach, am Beginn des kurzen Seitentals, das nach Großziegenfeld führt, und ist noch in Teilen als Ruine erhalten. Das Anwesen der ehemaligen Ehrhardsmühle stellt mit Wohnhaus und Sägewerk einen amtlich benannten Gemeindeteil der Stadt Weismain dar.

## Geschichte

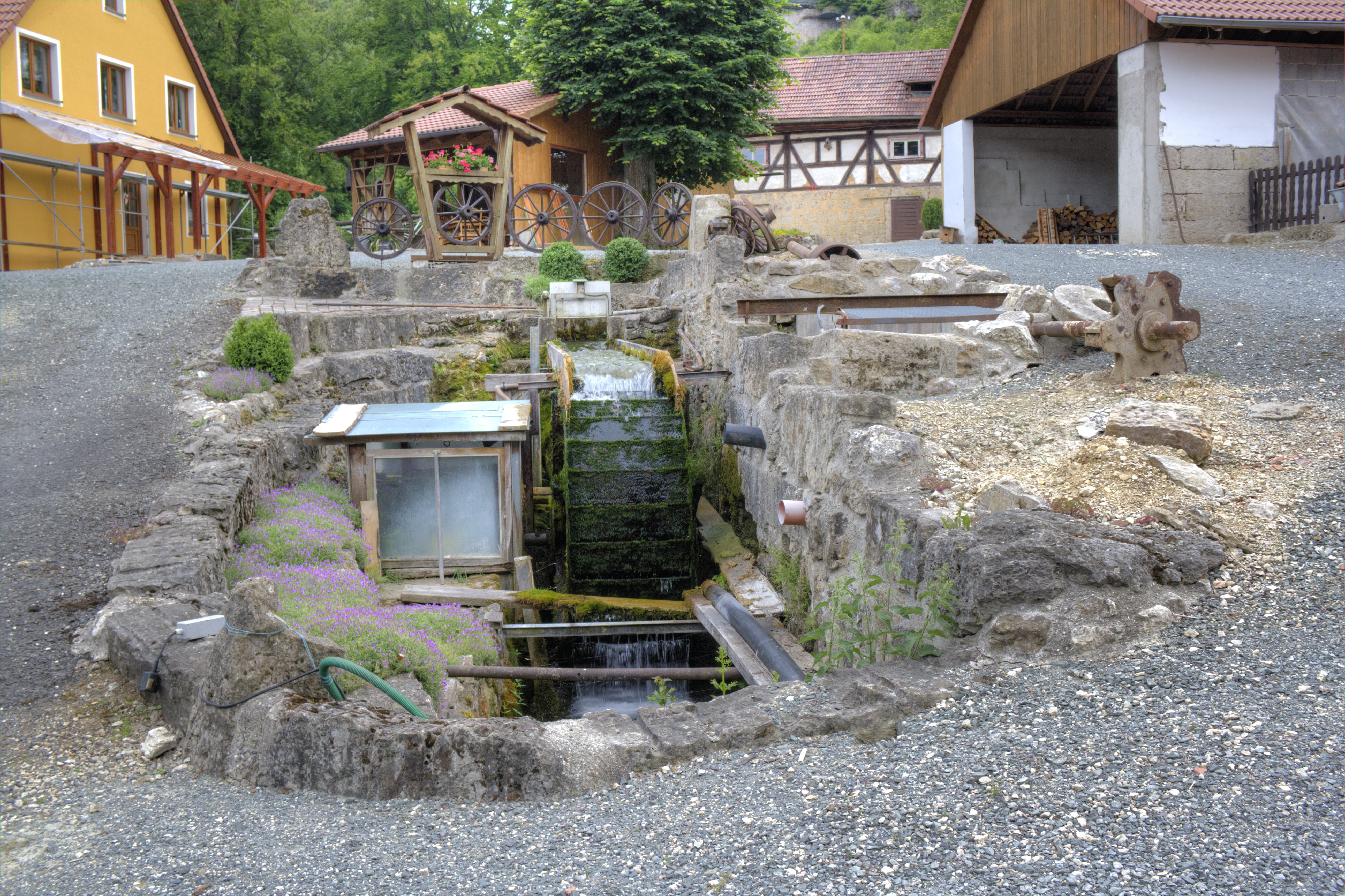
Die Überreste der Antriebsanlage der Erhardsmühle im Jahr 2012

Die Erhardsmühle wurde erstmals 1593 als „Küfenmüll“ erwähnt und war eine der ältesten Mühlenanlagen im Kleinziegenfelder Tal. Vermutlich entstand sie aber bereits im Spätmittelalter. In dem noch erhaltenen Türstock ist die Jahreszahl 1894 eingemeißelt; sie weist jedoch nur auf einen Umbau der Mühle hin. Sie gehörte zur ehemaligen Steuergemeinde Großziegenfeld. Ab der ersten Hälfte des 19. Jahrhunderts wurde in der Mühle mit drei oberschlächtigen Wasserrädern auf zwei Mahlgängen und einem Stampfgang Getreide gemahlen; in einem Nebengebäude trieb ebenfalls ein oberschlächtiges Wasserrad einen Schneidgang an. In der Mitte des 20. Jahrhunderts wurde das Mahlen von Getreide in der Mühle eingestellt. Einige Jahrzehnte später, im Jahr 1970, wurde das Sägewerk aufgegeben und die einstürzende Mühle 1976 abgerissen. Erhalten geblieben sind Grundmauerreste aus Sandstein und Teile des Antriebssystems, zu dem ein metallenes Mühlrad mit Radachse und Stirnrad gehört. In der Nähe der Ruine der Mühle befindet sich seit den 1990er Jahren das moderne Sägewerk Erhardsmühle.

## Architektur
Das Gebäude wurde 1962 als „großes, zweigeschossiges Gebäude mit Satteldach“ beschrieben. Der Kern der Mühle stammte aus dem 17., der östliche Teil aus dem 18. Jahrhundert. Über dem Erdgeschoss aus Sandstein befand sich ein Fachwerkaufbau. Das Zierfachwerk im Giebel war mit einfachen und geschwungenen Andreaskreuzen geschmückt.